# Aphis thalictri
Aphis thalictri är en insektsart som beskrevs av Koch 1854. Aphis thalictri ingår i släktet Aphis och familjen långrörsbladlöss. Arten är reproducerande i Sverige.

## Underarter
Arten delas in i följande underarter:
- A. t. thalictri
- A. t. atrophum
- A. t. orangii